# The Foundation
| Críticas profissionais                                                      | Críticas profissionais |
| Avaliações da crítica                                                       | Avaliações da crítica  |
| Fonte                                                                       | Avaliação              |
| --------------------------------------------------------------------------- | ---------------------- |
| Allmusic                                                                    | link                   |
| RapReviews.com                                                              | link                   |
| Esta tabela precisa de ser acompanhada por texto em prosa. Consulte o guia. |                        |

The Foundation é o oitavo álbum de estúdio dos Geto Boys, lançado em 2005. Este é o seu segundo álbum de reunião desde The Resurrection de 1996. A única participação creditada é a de Z-Ro e apresenta produção de Tone Capone, Mike Dean, Scarface, Mr. Mixx, e Cory Mo. O álbum foi bem comercialmente, alcançando o #19 na parada americana Billboard 200. Dois singles que não chegaram nas paradas foram "Yes, Yes, Y'All" e "G-Code/When It Gets Gangsta/The Secret." "Yes, Yes, Y'All" foi apresentado nos video games Fight Night Round 2 e 25 to Life da EA Sports. O instrumental de "G-Code" foi apresentado no comercial da Chrysler sobre Ndamukong Suh.

## Lista de faixas
| #  | Título                 | Produtor(es) | Intérprete (s)                    |
| -- | ---------------------- | ------------ | --------------------------------- |
| 1  | "Intro"                | Mike Dean    | *Interlude*                       |
| 2  | "Declaration of War"   | Tone Capone  | Scarface, Willie D, Bushwick Bill |
| 3  | "Yes, Yes, Y'all"      | Scarface     | Scarface, Willie D, Bushwick Bill |
| 4  | "We Boogie"            | Scarface     | Willie D, Scarface, Bushwick Bill |
| 5  | "When It Gets Gangsta" | Cory Mo      | Willie D, Z-Ro, Scarface          |
| 6  | "I Tried"              | Tone Capone  | Scarface, Willie D, Bushwick Bill |
| 7  | "1, 2, the 3"          | Tone Capone  | Scarface, Willie D, Bushwick Bill |
| 8  | "G-Code"               | Scarface     | Scarface                          |
| 9  | "What?"                | Scarface     | Willie D, Scarface, Bushwick Bill |
| 10 | "Leanin' On You"       | Mr. Mixx     | Willie D, Bushwick Bill, Scarface |
| 11 | "Nothing 2 Show"       | Cory Mo      | Willie D                          |
| 12 | "Real Nigga Shit"      | Scarface     | Scarface, Willie D, Bushwick Bill |
| 13 | "The Secret"           | Tone Capone  | Scarface, Bushwick Bill, Willie D |
| 14 | "Dirty Bitch"          | Mike Dean    | Bushwick Bill                     |
| 15 | "Outro"                | Mike Dean    | *Interlude*                       |

## Singles
| Informação do single                                                                     |
| ---------------------------------------------------------------------------------------- |
| "G-Code" - Lançado: 6 de Dezembro de 2005 - Lado-B: "When It Gets Gangsta", "The Secret" |
| "Yes, Yes, Y'All" - Lançado: 2005 - Lado-B:                                              |

## Posições nas paradas
| Parada (2005)          | Melhores posições |
| ---------------------- | ----------------- |
| Billboard 200          | 19                |
| Top R&B/Hip Hop Albums | 3                 |